# Marina Znak
Marina Nikoláyevna Znak –en ruso, Марина Николаевна Знак– (Berlín Oriental, RDA, 17 de mayo de 1961) es una deportista bielorrusa que compitió para la URSS en remo.
Participó en cuatro Juegos Olímpicos de Verano, obteniendo una medalla de bronce en Atlanta 1996, en la prueba de ocho con timonel, y el cuarto lugar en Seúl 1988, en Barcelona 1992 y en Sídney 2000, también en el ocho con timonel.
Ganó seis medallas en el Campeonato Mundial de Remo entre los años 1985 y 2000.

## Palmarés internacional
| Representando a la URSS     |                          |                   |                    |
| Campeonato Mundial          |                          |                   |                    |
| Año                         | Lugar                    | Medalla           | Prueba             |
| 1985                        | Malinas (Bélgica)        | Medalla de oro    | Ocho con timonel   |
| 1986                        | Nottingham (Reino Unido) | Medalla de oro    | Ocho con timonel   |
| 1991                        | Viena (Austria)          | Medalla de plata  | Ocho con timonel   |
| Representando a Bielorrusia |                          |                   |                    |
| Juegos Olímpicos            |                          |                   |                    |
| Año                         | Lugar                    | Medalla           | Prueba             |
| 1996                        | Atlanta (Estados Unidos) | Medalla de bronce | Ocho con timonel   |
| Campeonato Mundial          |                          |                   |                    |
| Año                         | Lugar                    | Medalla           | Prueba             |
| 1995                        | Tampere (Finlandia)      | Medalla de bronce | Cuatro sin timonel |
| 1999                        | St. Catharines (Canadá)  | Medalla de oro    | Cuatro sin timonel |
| 2000                        | Zagreb (Croacia)         | Medalla de oro    | Cuatro sin timonel |